# Eesti Arst
Eesti Arst (pol. Estoński Lekarz, ang. Estonian Medical Journal, skrót: EMJ) – estońskie czasopismo naukowe o tematyce medycznej wydawane od 1922 roku. Miesięcznik.
Periodyk ma profil ogólnomedyczny – ukazują się w nim głównie trzy typy artykułów: prace oryginalne (research), przeglądy (review) oraz opisy przypadków (case history). Artykuły publikowane są zarówno w wersji drukowanej, jak i elektronicznej. Treści ukazują się w języku estońskim ze streszczeniem w języku angielskim.

## Historia czasopisma
W latach 1922–1940 czasopismo "Eesti Arst" wydawane było przez Eesti Arstide Seltside Liidu (pol. Estońskie Stowarzyszenie Medyczne). W ciągu roku ukazywało się 12 numerów. W okresie okupacji niemieckiej w latach 1941–1944 periodyk ukazywał się nieregularnie i był wydawany przez estońskie Akademickie Towarzystwo Medyczne (est. Akadeemilise Arstiteaduse Seltsi).
Po zakończeniu II wojny światowej wydawanie czasopisma nie zostało wznowione. W latach 1954-1957 ukazało się sześć zbiorów artykułów medycznych w języku estońskim pod tytułem "Nõukogude Eesti Tervishoid" (pol. Radziecka Estońska Opieka Zdrowotna).
Od 1958 roku Ministerstwo Zdrowia Estońskiej Socjalistycznej Republiki Radzieckiej wydawało regularnie naukowe czasopismo medyczne w języku estońskim, które ukazywało się sześć razy w roku. Periodyk ten w 1989 roku przemianowano na przedwojenny tytuł "Eesti Arst". W latach 1989–1999 czasopismo wydawano sześć razy w roku. 
Od 2000 roku właścicielem tytułu "Eesti Arsti" jest Eesti Arstide Liit (pol. Stowarzyszenie Lekarzy Estońskich). Od tego czasu czasopismo ukazuje się 12 razy w roku. Od 2008 roku wydawcą periodyku jest OÜ Celsius Healthcare z Tallinna.

## Redaktorzy naczelni
Czasopismem kierowali kolejno:
- prof. Siegfried Talvik (1922–1928),
- prof. Albert Valdes (1929–1944),
- A.Nordberg (1958–1964),
- Oku Tamm (1965–1999),
- Väino Sinisalu (2000–2010),
- Andres Soosaar (2010–2013),
- Ülla Linnamägi (2013–2019),
- Urmas Siigur (od 2020)[3].